# Station Ogrodniki
Station Ogrodniki is een spoorwegstation in de Poolse plaats Ogrodniki.